# Bernard Bellec
Pour les articles homonymes, voir Bellec.
Bernard Bellec, né le 8 mai 1934 à Hayange et mort le 23 février 2023 à Niort, est un homme politique français, maire socialiste de Niort de 1985 à 2002.

## Biographie
Bernard Bellec mène sa carrière professionnelle dans le secteur des assurances mutuelles, à la MAIF où il occupe des fonctions de direction de 1974 à 1990. Il préside la SMACL (Mutuelle assurance des collectivités publiques, associations, leurs élus et salariés) de 1996 à 2009.
Membre du PS, il est élu adjoint au maire de Niort en 1971. Il devient maire de la ville en 1986, après le décès brutal en décembre 1985 du député-maire René Gaillard. En 1995, les militants socialistes lui refusent l'investiture pour être tête de liste aux municipales préférant une étoile montante locale du parti : Philippe Blanchette. En 1995, Il maintient sa candidature en dissidence du PS, et il est réélu à l'issue d'une triangulaire difficile qui l'oppose à Ségolène Royal. Il est également réélu en 2001. Il démissionne en décembre 2002 sous la pression continue du socialiste Étienne Bonnin militant et fervent défenseur des 31h par semaine dans les mutuelles, alors qu'une nouvelle crise secoue la majorité municipale, divisée entre ses partisans et ceux de Geneviève Gaillard, son adjointe réélue députée, et fille de son prédécesseur.
En mars 1993, il est candidat du PS à la députation dans la circonscription de Niort, face à Jacques Brossard, maire de Chauray (UDF), qui l'emporte largement au second tour.
Entré à la MAIF dans les années 1950 jusqu'à progresser au poste de directeur délégué (numéro 2 de la structure technique), il est contraint de quitter l'entreprise au tout début des années 1990 sous la présidence de Jean Germain, élu et réélu par les sociétaires de la Mutuelle depuis 1972.
Bernard Bellec est président de l'Union SMACL de 2005 à 2009, année où, lors de l’assemblée générale de Tours, les mandataires élus de la Mutuelle (représentant l’ensemble des sociétaires), rejettent le projet stratégique qu'il porte de création d’une SGAM (société de groupe d’assurance mutuelle). Les salariés et leurs syndicats avaient dénoncé publiquement depuis plusieurs semaines les projets du président Bellec qu'ils jugeaient dangereux pour l'avenir de l'entreprise et en contradiction avec les valeurs de l'économie sociale.
- Adjoint au maire de Niort (1971-1985)
- Maire de Niort (1986-décembre 2002)
- Président de la Communauté d'agglomération de Niort (avril 2001-octobre 2002)

## Distinctions
- Commandeur de la Légion d'honneur (1er janvier 1998)[2]